# Thamnea massoniana
Thamnea massoniana är en tvåhjärtbladig växtart som beskrevs av Dummer. Thamnea massoniana ingår i släktet Thamnea och familjen Bruniaceae. Inga underarter finns listade.